# Col barométrique
Pour les articles homonymes, voir Col.

Schéma d'un col barométrique

Un col barométrique est une zone située entre des dépressions et des anticyclones disposés en croix. Sur une carte des isobares de pression, il prend la forme d'une selle où la pression de l'air est légèrement plus élevée que celle des régions dépressionnaires, mais plus basse que celle des zones anticycloniques,. 
Dans cette zone, les vents sont relativement calmes et de direction variable. Le temps y est également variable. Cet endroit précis est favorable aux brouillards en hiver et aux orages en été à cause de l'accumulation d'humidité dans l'air qu'on y retrouve à cause du manque de ventilation.

## Description
Sur une carte météo comme celle ci-contre, un col est une région où la position des anticyclones (A) et des dépressions (D) produit une convergence ou une divergence du flux d'air. Cette configuration concentre les isothermes et l’humidité : l’air chaud provient du sud tandis que l’air froid provient du nord au point dans l'hémisphère nord (l'inverse dans celui du sud). Ensuite, le flux répartit la masse d’air parallèlement le long d'un front stationnaire.
Toute autre disposition permettant la confluence du flux d'air entraîne la formation d'un col. Dans tous les cas, le col est toujours identifié comme une zone de faible gradient de pression.

## Types
Dans l'atmosphère réelle, les dépressions et les anticyclones sont rarement de la même force, donnant un écoulement du vent isotrope. En général, l'advection d'air chaud ou froid est donc rarement égale. De plus, la forme et la position des systèmes sont rarement aussi parfaites que dans l'image ci-contre. Il existe donc 3 types de selles ou cols: symétrique, cyclonique et anticyclonique.
Symétrique
Dans un col symétrique, les flux cycloniques et anticycloniques sont en équilibre. Ce type est le moins répandu comme mentionné puisque l’une de ces deux influences l’emporte généralement.
Anticyclonique
Dans le col anticyclonique, la courbure des isobares des zones de haute pression est supérieure à celle du flux cyclonique. L'influence des zones de haute pression adjacentes étant dominantes, la formation d'un front fort ici est peu probable. Le temps est très calme et est principalement déterminé par les propriétés de la masse d'air. Dans une masse chaude, surtout en hiver et pendant les nuits d'été, du brouillard et des stratus se forment à cause de l'inversion thermique. Il fait généralement soleil pendant le jour en été, mais des cumulus peuvent persister dans une masse plus froide.
Cyclonique
Dans le col cyclonique, la courbure des isobares cycloniques est supérieure à celle du flux anticyclonique. En conséquence, les zones de basse pression adjacentes dominent et les propriétés sont comparables à celles d'un creux barométrique. Le mouvement convergent de l'air qui en résulte provoque des nuages frontaux et des précipitations dans l'air humide. En cas d'air instable, de forts orages peuvent se déclencher pendant l'été. Ceux-ci sont plus généralement de type unicellulaire, à cause de la faible circulation, mais ils peuvent s'organiser en systèmes convectifs de méso-échelle le long du front de rafales sortant de multiples cellules orageuses.